# Waldhuck
Waldhuck ist ein Ortsteil von Oberhausen im Stadtbezirk Sterkrade, der Ende 2012 etwa 1120 Einwohner zählte und eine Fläche von 112 ha aufweist. Waldhuck ist weitgehend landwirtschaftlich geprägt und zählt statistisch zum Sozialraumbezirk Schmachtendorf. 1917 wurde Waldhuck zusammen mit Schmachtendorf, Walsumermark und Teilen Barmingholtens von Hiesfeld nach Sterkrade eingemeindet. Der Ortsteil wird im Norden durch die Straße Zum Ravenhorst (Brink), im Osten durch die Autobahn A3, im Südosten durch den Bach Tüsselbeck, im Süden durch die Forststraße und im Westen durch das Waldgebiet der Hühnerheide begrenzt.

## Infrastruktur
Waldhuck hat sich aufgrund der verkehrsgünstigen Lage zwischen den Naherholungsgebieten Hühnerheide und Hiesfelder Wald sowie zu Schmachtendorf-Mitte zum bevorzugten Wohngebiet entwickelt. Durch die Nähe zur Autobahnauffahrt Dinslaken-Süd/Oberhausen-Schmachtendorf der Autobahn A 3 ist der Stadtteil gut an das Verkehrsnetz angebunden. Mit der Buslinie 954 des Verkehrsverbundes Rhein-Ruhr ist Waldhuck in das Nahverkehrsnetz eingebunden.
| Linie | Verlauf | Takt (Mo–Fr) |
| ----- | --- | ------------ |
| 954   | Walsumermark Hirschkamp – Neuköln – Brink – Walsumermark Eichsfeldstr. – Schmachtendorf – Waldhuck – Barmingholten – OB-Holten Bf – Holten Markt – Biefang Dienststraße – Buschhausen Friesen-/Beerenstraße – OB-Sterkrade Bf | 30 min       |

Der Bahnhof OB-Holten mit den Anschlüssen an den Regional-Express 5 und die Regionalbahnen 33 und 35 liegt etwa 1,8 km von der Ortsmitte Waldhucks entfernt.